# Kardze
Kardze, plným názvem Tibetský autonomní kraj Kardze (tibetsky དཀར་མཛེས་བོད་རིགས་རང་སྐྱོང་ཁུལ་, Wylie: dkar-mdzes bod-rigs rang-skyong khul; čínsky v českém přepisu Kan-c' cang-cu c’-č’-čou, znaky 甘孜藏族自治州, anglicky Garzê nebo Kardze) je autonomní kraj v provincii S’-čchuan v Čínské lidové republice. Má rozlohu 145 000 km² a jeho hlavní město je Kchang-ting (Darcedo; Dardo དར་མདོ་) ležící ve stejnojmenném městském okrese. Kraj se skládá z hlavního města a 17 okresů.

## Historie
Kardze historicky patří k oblasti Kham ve východním Tibetu. Dříve skrz kraj východně od města Kchang-ting vedla hranice mezi Tibetem a Čínou. Ve 20. století bylo Kardze v Čínské republice součástí zvláštní administrativní oblasti Čchuan-pien, roku 1930 do oblasti vpadla tibetská armáda, ale udržela se pouze dva roky. Roku 1939 byla čínskou vládou oblast Čchuan-pien reorganizována v provincii Si-kchang. Roku 1950 Si-kchang Čínská lidová osvobozenecká armáda připojila k Čínské lidové republice a po pěti letech se Kardze stalo součástí provincie S’-čchuan. Až do poloviny padesátých let však na většině území kraje fakticky vládla místní knížata, která se nepodřizovala ani Číně, ale ani vládě ve Lhase, a desítky let bojovala vzájemně mezi sebou. Během 50. a 60. let 20. století se tito vládci bránili čínské okupaci a sdružovali se v boji proti čínské armádě. Obraceli se pro pomoc i na vládu ve Lhase. Někteří z mladých knížat se později dostali do USA v rámci tajných programů CIA na podporu boje Tibetu proti Číně.

## Geografie

### Fauna a flóra
Kde to nadmořská výška dovoluje, je Kardze poměrně hustě zalesněno. V lesích žije hodně zvěře, mezi nejznámější zástupce patří Panda velká, Panda červená, Jelen bělohubý a různé druhy opic. Z rostlin jsou zde zastoupeny vysokohorské druhy, například Řebčík, Andělika, Kozinec, taktéž Housenice čínská (Ophiocordyceps sinensis; དབྱར་རྩྭ་དགུན་འབུ་ dbyar rtswa dgun 'bu; letní tráva, zimní červ) a další rostliny používané v čínské i tibetské tradiční medicíně.

### Nerostné suroviny
Oblast je bohatá na nerostné suroviny, těží se zde zejména zlato, stříbro, měď, železná ruda, molybden, lithium, mramor a žula.

## Administrativní dělení
| Mapa        | #         | Název tibetsky | Název tibetsky       | Název tibetsky        | Název čínsky              | Název čínsky | Obyvatelstvo (2020) | Rozloha (km²) (2020) |
| Mapa        | #         | český přepis   | tibetské písmo       | Wylieho transliterace | čínské znaky              | český přepis | Obyvatelstvo (2020) | Rozloha (km²) (2020) |
| ----------- | --------- | -------------- | -------------------- | --------------------- | ------------------------- | ------------ | ------------------- | -------------------- |
| Mapa Kardze |           |                |                      |                       |                           |              |                     |                      |
| 1           | Dardo     | དར་མདོ་རྫོང་།     | dar mdo rdzong       | 康定市                | městský okres Kchang-ting | 126 785      | 11 590              |                      |
| 2           | Čagzam    | ལྕགས་ཟམ་རྫོང་།    | lcags zam rdzong     | 泸定县                | okres Lu-ting             | 84 204       | 1 761               |                      |
| 3           | Rongdrag  | རོང་བྲག་རྫོང་།     | rong brag rdzong     | 丹巴县                | okres Tan-pa              | 49 872       | 3 654               |                      |
| 4           | Gjäzur    | བརྒྱད་ཟུར་རྫོང་།    | brgyad zur rdzong    | 九龙县                | okres Ťiou-lung           | 53 738       | 6 113               |                      |
| 5           | Ňagčhu    | ཉག་ཆུ་རྫོང་།      | nyag chu rdzong      | 雅江县                | okres Ja-ťiang            | 51 162       | 7 440               |                      |
| 6           | Tau       | རྟའུ་རྫོང་།        | rta'u rdzong         | 道孚县                | okres Tao-fu              | 53 378       | 6 715               |                      |
| 7           | Drag'go   | བྲག་འགོ་རྫོང་།     | brag 'go rdzong      | 炉霍县                | okres Lu-chuo             | 47 185       | 4 343               |                      |
| 8           | Kardze    | དཀར་མཛེས་རྫོང་།   | dkar mdzes rdzong    | 甘孜县                | okres Kan-c’              | 72 698       | 6 833               |                      |
| 9           | Ňagrong   | ཉག་རོང་རྫོང་།     | nyag rong rdzong     | 新龙县                | okres Sin-lung            | 45 698       | 9 386               |                      |
| 10          | Dege      | སྡེ་དགེ་རྫོང་།      | sde dge rdzong       | 德格县                | okres Te-ke               | 88 542       | 11 140              |                      |
| 11          | Päljül    | དཔལ་ཡུལ་རྫོང་།    | dpal yul rdzong      | 白玉县                | okres Paj-jü              | 59 524       | 10 240              |                      |
| 12          | Seršül    | སེར་ཤུལ་རྫོང་།     | ser shul rdzong      | 石渠县                | okres Š’-čchü             | 103 633      | 22 390              |                      |
| 13          | Serthar   | གསེར་ཐར་རྫོང་།    | gser thar rdzong     | 色达县                | okres Se-ta               | 64 681       | 8 803               |                      |
| 14          | Lithang   | ལི་ཐང་རྫོང་།      | li thang rdzong      | 理塘县                | okres Li-tchang           | 67 293       | 12 660              |                      |
| 15          | Bathang   | འབའ་ཐང་རྫོང་།    | 'ba' thang rdzong    | 巴塘县                | okres Pa-tchang           | 49 967       | 7 706               |                      |
| 16          | Čhathreng | ཕྱག་འཕྲེང་རྫོང་།    | phyag 'phreng rdzong | 乡城县                | okres Siang-čcheng        | 31 407       | 4 570               |                      |
| 17          | Dabpa     | འདབ་པ་རྫོང་།     | 'dab pa rdzong       | 稻城县                | okres Tao-čcheng          | 32 916       | 6 873               |                      |
| 18          | Derong    | སྡེ་རོང་རྫོང་།      | sde rong rdzong      | 得荣县                | okres Te-žung             | 24 748       | 2 601               |                      |

## Demografie
V kraji žilo k roku 2020 1 107 431 obyvatel, k roku 2010 pak 1 091 800 obyvatel, z toho 854 900 tvořili Tibeťané (78,30%). Tibeťané v Kardze bývají nazývání Khampové. 

## Kultura
Kardze a především hlavní město Kchang-ting po celé Číně proslavila lidová píseň, kterou ve 40. letech Číňané přepracovali do dnešní podoby s názvem Milostná píseň Kchang-tingu (康定情歌).